# Scatopyrodes vietus
Scatopyrodes vietus là một loài bọ cánh cứng trong họ Cerambycidae.